# Tatjana Kołpakowa
Tatjana Aleksiejewna Kołpakowa (ros. Татьяна Алексеевна Колпакова, po mężu Abbiasowa ros. Аббясова; ur. 18 października 1959 w  Ałamüdün) – kirgiska lekkoatletka reprezentująca Związek Socjalistycznych Republik Radzieckich, specjalistka skoku w dal, mistrzyni olimpijska z 1980.
Urodziła się w Ałamüdün, niewielkiej wsi niedaleko stolicy Kirgistanu Biszkeku.

## Kariera sportowa
Do reprezentacji ZSRR została włączona w 1979. Na halowych mistrzostwach Europy w 1980 w Sindelfingen zajęła 5. miejsce w skoku w dal.
Na igrzyskach olimpijskich w 1980 w Moskwie niespodziewanie zwyciężyła w skoku w dal, poprawiając rekord olimpijski i swój rekord życiowy na 7,06 m. Zwyciężyła również w tej konkurencji na uniwersjadzie w 1981 w Bukareszcie oraz zajęła 3. miejsce w finale A pucharu Europy w 1981 w Zagrzebiu.
Nigdy nie zdobyła mistrzostwa ZSRR w skoku w dal.

## Rekordy życiowe
Rekordy życiowe Kołpakowej:
| Konkurencja | Data i miejsce        | Wynik |
| ----------- | --------------------- | ----- |
| skok w dal  | 31 lipca 1980, Moskwa | 7,06  |

Po uzyskaniu niepodległości przez Kirgistan została uznana kirgiską lekkoatletką stulecia. W Biszkeku są rozgrywane coroczne zawody jej imienia.
Kołpakowa wyszła za mąż za Szamila Abbiasowa, trójskoczka, halowego mistrza Europy z 1981. Mają troje dzieci.